# Whitefish Bay (Wisconsin)
Whitefish Bay es una villa ubicada en el condado de Milwaukee en el estado estadounidense de Wisconsin. En el Censo de 2010 tenía una población de 14.110 habitantes y una densidad poblacional de 2.563,72 personas por km².

## Geografía
Whitefish Bay se encuentra ubicada en las coordenadas 43°6′48″N 87°54′2″O / 43.11333, -87.90056. Según la Oficina del Censo de los Estados Unidos, Whitefish Bay tiene una superficie total de 5.5 km², de la cual 5.5 km² corresponden a tierra firme y (0%) 0 km² es agua.

## Demografía
Según el censo de 2010, había 14.110 personas residiendo en Whitefish Bay. La densidad de población era de 2.563,72 hab./km². De los 14.110 habitantes, Whitefish Bay estaba compuesto por el 91.94% blancos, el 1.91% eran afroamericanos, el 0.13% eran amerindios, el 3.66% eran asiáticos, el 0% eran isleños del Pacífico, el 0.46% eran de otras razas y el 1.89% pertenecían a dos o más razas. Del total de la población el 2.83% eran hispanos o latinos de cualquier raza.